# Очерет, Юрий Васильевич
Юрий Васильевич Очерет (2 ноября 1933 года, Краснодар) — доктор филологических наук, профессор, академик Международной Академии информатизации, заслуженный работник Высшей школы Республики Адыгея, автор 9 книг по французской филологии, медиевист. Из этих книг 4 изданы в Москве, 6 — в Майкопе, АГУ.

## Биография
Родился в г. Краснодаре в семье преподавателя истории зарубежной литературы Краснодарского пединститута, Очерета Василия Константиновича (Василий Барка), и студентки филологического факультета того же вуза. Учился в Ростовском пединституте на инфаке на французско-английском отделении. По окончании института служил в Армии, а затем работал учителем немецкого языка в школе. Учился заочно в Пятигорском инязе 4 года. В 1965 г. Был принят преподавателем сначала английского языка, а затем преподавателем зарубежной литературы на филологическом факультете того же вуза. Через два года был принят в аспирантуру по истории зарубежной литературы в Московском пединституте им. Ленина. Специализировался по Средним векам и Возрождению. Тема: Фаблио и французская литература Средних веков. Защитил кандидатскую диссертацию в 1974 году. Вернулся в Майкоп, заведывал кафедрой французского языка два срока (10 лет, до 1985г) В 1986 г. Перевелся на должность старшего научного сотрудника (в докторантуру). Писал докторскую диссертацию по литературе XII—XIII вв. и проблемам формирования и развития городской литературы во Франции в Средние века. Вернулся в Майкоп, через два года защитил докторскую диссертацию. Возглавил кафедру иностранных языков, а затем был до 2008 г. профессором-консультантом в АГУ (Адыгейский государственный университет).

## Труды. Учебные пособия и монографии по зарубежной литературе и французскому языку
По литературе
- Жан Бодель — драматург, Москва, 1980 г.
- У истоков французской национальной драмы. Москва, 1986 г.
- Литература Арраса XII—XIII вв. К проблемам формирования и развития городской литературы во Франции в Средние века. Киев, 1995 г.
- Творчество Д.Натхо — первой адыгейской женщины, писательницы. Пьесы, статьи о её творчестве, 2006 г.
- Очерки по истории французской литературы. Средние века и начало Возрождения, Майкоп, АГУ, 2010 г.

По французскому языку
- Учебник по французскому языку для 1-2 курсов. Москва. ГИС, два издания, тираж 9 тыс., 2001, 2006 гг.
- Учебник по фонетике французского. Москва-Майкоп, ГИС-АГУ, 2002 г.
- Live de lecture. Книга для чтения на французском языке для вузов. Майкоп, 2005 г.
- Lecture a domiaile. Книга для начального чтения на французском языке. Майкоп, 2002 г.

Ссылки в российской литературной энциклопедии и в американских университетских монографиях.